# Olivier Frébourg
Olivier Frébourg est un journaliste, écrivain et éditeur français né le 14 septembre 1965 à Dieppe (Seine-Maritime).

## Biographie
Journaliste, il a écrit dans Libération, Le Figaro Littéraire, Géo (en tant que grand reporter), Le Figaro Magazine, Grands Reportages, Air France Magazine et différents journaux étrangers.
Conseiller littéraire aux éditions du Rocher de 1988 à 1990, puis directeur littéraire des éditions de La Table Ronde de 1992 à 2003, il a fondé les éditions des Équateurs en 2003.
Passionné depuis toujours par la mer, lui-même navigateur émérite, il est reçu parmi Les Écrivains de marine en octobre 2004, groupe littéraire fondé par Jean-François Deniau.
L’Institut de France, sur proposition de l’Académie française, lui décerne en 2002 le prix François-Victor-Noury pour l'ensemble de ses travaux.

## Ouvrages
- 1989 : Roger Nimier. Trafiquant d'insolence, éditions du Rocher, collection « Les Infréquentables »  (ISBN 2-268-00788-X) (BNF 36999441), (BNF 37519341) - Prix des Deux-Magots
- 1991 : Basse saison, Albin Michel  (ISBN 2226054189) - Prix du premier roman de la ville de Caen
- 1994 : La vie sera plus belle, Albin Michel  (ISBN 2226069615) - Prix des lycées d’Ile de France
- 1998 : Port d'attache, Albin Michel  (ISBN 2226095993) - Prix François-Mauriac de l’Académie française, Prix Queffélec
- 1998 : Souviens-toi de Lisbonne, La Table Ronde,  (ISBN 2710365316)
- 2000 : Maupassant, le clandestin, réédition Gallimard collection « Folio »  (ISBN 2070419800) - Prix du Cercle de la mer
- 2001 : La Normandie, National Geographic, réédition en 2004  (ISBN 2845820208) - photographies d'Hélène Bamberger (National Géographic)
- 2002 : Ports mythiques, Éditions du Chêne  (ISBN 2842774205)
- 2002 : Esquisses normandes, National Geographic  (ISBN 2845820607)
- 2004 : Vietnam, Chne  (ISBN 2842774760) - (photographies de Nicolas Cornet)
- 2004 : 
  - Un homme à la mer, Mercure de France  (ISBN 2715224974)
  - Michel Ciry - Aquarelles (préface d'André Bettencourt), Les amis de Michel Ciry
- 2006 : La presqu'île de Crozon vue par les peintres officiels de la Marine, co-écrit avec Michel Bez, Pierre de Roquefeuil, Louis Finaz et Jean-Luc Coatalem, Éditions des Équateurs.
- 2011 : Gaston et Gustave, Mercure de France  (ISBN 2715232276) - Prix Décembre 2011[1]
- 2014 : La Grande Nageuse, Mercure de France  (ISBN 978-2-7152-3543-4)
- 2019 : Où vont les fils ?, Mercure de France (ISBN 978-2-7152-5390-2)
- 2021 : Un si beau siècle. La poésie contre les écrans, Équateurs
- 2023 : Un frère unique, Mercure de France  (ISBN 978-2-7152-6282-9)

### Préfacier
- La théorie du 1% de Frédéric H. Fajardie
- œuvres complètes de Louis Brauquier
- volume Romans et essais de Bernard Frank
- 2010 : Vic Darkwood et Gustav Temple (trad. de l'anglais par Anne Maizeret, préf. Olivier Frébourg), Le Manifeste Chap : savoir-vivre révolutionnaire pour gentleman moderne, Sainte-Marguerite-sur-Mer, Éditions des Équateurs, 2010 (1re éd. 2010), 135 p. (ISBN 978-2-84990-156-4)